# Dynamenoides
Dynamenoides är ett släkte av kräftdjur. Dynamenoides ingår i familjen klotkräftor.
Kladogram enligt Catalogue of Life:
| Dynamenoides | \| \| Dynamenoides decima \| \| \| \| \| \| Dynamenoides vulcanata \| \| \| \| |
|              | \| \| Dynamenoides decima \| \| \| \| \| \| Dynamenoides vulcanata \| \| \| \| |
|              | Dynamenoides decima                                                            |
|              |                                                                                |
|              | Dynamenoides vulcanata                                                         |
|              |                                                                                |